# نيكولا سانسوني
نيكولا دومينيكو سانسوني (بالإيطالية: Nicola Domenico Sansone)‏ هو لاعب كرة قدم ألماني المولد إيطالي الأصل والجنسية في مركز الجناح ولد في يوم 10 سبتمبر 1991 في مدينة ميونخ في ألمانيا، يلعب حاليًا مع نادي فياريال الإسباني وسبق له اللعب مع نادي كروتوني ونادي بارما وبايرن ميونخ 2 ونادي ساسولو ولعب أيضاً مع منتخب إيطاليا لكرة القدم.

وفي 18 سبتمبر 2016 أحرز اللاعب هدفًا رائعًا من منتصف الملعب مع فريق فياريال ليكون الهدف الثالث له مع الفريق.

## روابط خارجية
- نيكولا سانسوني على موقع الاتحاد الأوربي (الإنجليزية)
- نيكولا سانسوني على موقع قاعدة بيانات كرة القدم.إي يو (الإنجليزية)
- نيكولا سانسوني على موقع بيانات كرة القدم. دي إي (الألمانية)
- نيكولا سانسوني على موقع ناشيونال فوتبول تيمز (الإنجليزية)
- نيكولا سانسوني على موقع Soccerbase.com (لاعب) (الإنجليزية)
- نيكولا سانسوني على موقع Soccerway.com (الإنجليزية)
- نيكولا سانسوني على موقع عالم كرة القدم.نت (الإنجليزية)
- نيكولا سانسوني على موقع AS.com (الإسبانية)